# ماری کاترین بیتسون
ماری کاترین بیتسون (انگلیسی: Mary Catherine Bateson؛ زادهٔ ۸ دسامبر ۱۹۳۹) انسان‌شناس اهل ایالات متحده آمریکا است.
وی همچنین برندهٔ جوایزی همچون کمک‌هزینه گوگنهایم شده‌است. خانم بیتسون در دوم ژوئن 2021 در 81 سالگی در امریکا درگذشت.

## فعالیت در ایران
آقای ویلیام بیمن استاد دانشگاه مینسوتا در شرح حال کوتاه خانم بیتسون چنین می نویسد:
"از سال 1972 تا 1979 کاترین در ایران زندگی می کرد. همسرش بارکو در ایجاد مرکز مطالعات مدیریت ایران نقش مهمی داشت. این مرکز یک موسسه ایرانی مستقل با پیوندهایی با مدرسه بازرگانی هاروارد بود. کاترین زبان فارسی را آموخت و در جایی در شهر همدان که بعدها دانشگاه بو علی سینا شد در کلاسهای تحصیلات تکمیلی به زبان فارسی تدریس کرد. او سپس در مدرسه تحصیلات تکمیلی علوم اجتماعی دانشگاه تهران به تدریس پرداخت. او رئیس کالج دماوند شد که یک دانشگاه خصوصی بانوان بود. او همچنین موسس دانشکده علوم اجتماعی در دانشگاهی در شمال ایران بود که اکنون دانشگاه مازندران نام دارد. من افتخار همکاری با ایشان را در این کار داشتم. اما تلاشهای او با انقلاب 1979 ایران ناتمام ماند زیرا غیر ایرانیان مجبور شدند کشور را ترک کنند."